# مجلس الشيوخ الأسترالي
مجلس الشيوخ الأسترالي (بالإنجليزية: Australian Senate)‏  هو الهيئة التشريعية في أستراليا، ويتكون من 76 مقعداً، وهو المجلس الأعلى في برلمان أستراليا.

## طالع أيضًا
- برلمان أستراليا